# Élections cantonales de 2004 en Saône-et-Loire
Les élections cantonales ont eu lieu les 21 et 28 mars 2004.
Lors de ces élections, 28 des 57 cantons de Saône-et-Loire ont été renouvelés. Elles ont vu l'élection de la majorité socialiste dirigée par Christophe Sirugue, succédant à René Beaumont, président UMP du conseil général depuis 1985.

## Résultats à l’échelle du département
Répartition départementale des résultats (2e tour).
- PS (47,25 %)
- DVG (4,71 %)
- Divers (2,52 %)
- UMP (38,98 %)
- DVD (6,54 %)

| Étiquette      | Étiquette                          | Premier tour | Premier tour | Second tour | Second tour | Sièges |
| Étiquette      | Étiquette                          | Voix         | %            | Voix        | %           | Sièges |
| -------------- | ---------------------------------- | ------------ | ------------ | ----------- | ----------- | ------ |
|                | Parti socialiste                   | 35 324       | 31,73        | 40 109      | 47,25       | 15     |
|                | Divers gauche                      | 5 998        | 5,39         | 4 001       | 4,71        | 2      |
|                | Parti communiste français          | 4 486        | 4,03         |             |             |        |
|                | Extrême gauche                     | 3 574        | 3,21         |             |             |        |
|                | Parti radical de gauche            | 1 252        | 1,12         |             |             |        |
|                | Les Verts                          | 967          | 0,87         |             |             |        |
| Gauche         | Gauche                             | 51 601       | 46,35        | 44 110      | 51,96       | 17     |
|                |                                    |              |              |             |             |        |
|                | Union pour un mouvement populaire  | 32 485       | 29,18        | 33 091      | 38,98       | 6      |
|                | Front national                     | 12 095       | 10,86        |             |             |        |
|                | Divers droite                      | 8 407        | 7,55         | 5 555       | 6,54        | 3      |
|                | Union pour la démocratie française | 1 170        | 1,05         |             |             |        |
|                | Extrême droite                     | 391          | 0,35         |             |             |        |
| Droite         | Droite                             | 54 548       | 48,99        | 38 646      | 45,52       | 9      |
|                |                                    |              |              |             |             |        |
|                | Divers                             | 5 059        | 4,54         | 2 136       | 2,52        | 1      |
|                |                                    |              |              |             |             |        |
|                | Écologistes divers                 | 130          | 0,12         |             |             |        |
|                |                                    |              |              |             |             |        |
| Inscrits       | Inscrits                           | 180 484      | 100,00       | 135 812     | 100,00      |        |
| Abstention     | Abstention                         | 64 040       | 35,48        | 45 563      | 33,55       |        |
| Votants        | Votants                            | 116 444      | 64,52        | 90 249      | 66,45       |        |
| Blancs et nuls | Blancs et nuls                     | 5 106        | 4,38         | 5 357       | 5,94        |        |
| Exprimés       | Exprimés                           | 111 338      | 95,62        | 84 892      | 94,06       |        |

## Résultats par canton

### Canton d'Autun-Nord
| Candidats      | Candidats        | Étiquette      | Premier tour | Premier tour | Second tour | Second tour |
| Candidats      | Candidats        | Étiquette      | Voix         | %            | Voix        | %           |
| -------------- | ---------------- | -------------- | ------------ | ------------ | ----------- | ----------- |
|                | Didier Martinet* | DVG            | 1 111        | 22,78        | 2 511       | 52,67       |
|                | Alain Demeusois  | UMP            | 857          | 17,57        | 2 256       | 47,33       |
|                | Claude Chermain  | DVG            | 812          | 16,65        | Retrait     | Retrait     |
|                | Didier Devoucoux | DVG            | 656          | 13,45        |             |             |
|                | Jean-Yves Rivaud | FN             | 600          | 12,30        |             |             |
|                | Pierre Brochot   | DVD            | 417          | 8,55         |             |             |
|                | Franck Busselier | DVD            | 245          | 5,02         |             |             |
|                | Sylvain Cousson  | EXG            | 107          | 2,19         |             |             |
|                | Christian Landre | PCF            | 72           | 1,48         |             |             |
|                |                  |                |              |              |             |             |
| Inscrits       | Inscrits         | Inscrits       | 7 602        | 100,00       | 7 601       | 100,00      |
| Abstention     | Abstention       | Abstention     | 2 445        | 32,16        | 2 310       | 30,39       |
| Votants        | Votants          | Votants        | 5 157        | 67,84        | 5 291       | 69,61       |
| Blancs et nuls | Blancs et nuls   | Blancs et nuls | 280          | 5,43         | 524         | 9,90        |
| Exprimés       | Exprimés         | Exprimés       | 4 877        | 94,57        | 4 767       | 90,10       |

*sortant

### Canton de Beaurepaire-en-Bresse
| Candidats      | Candidats          | Étiquette      | Premier tour | Premier tour | Second tour | Second tour |
| Candidats      | Candidats          | Étiquette      | Voix         | %            | Voix        | %           |
| -------------- | ------------------ | -------------- | ------------ | ------------ | ----------- | ----------- |
|                | Philippe Routhier* | UMP            | 937          | 42,23        | 1 139       | 47,20       |
|                | Michel Coulon      | PS             | 922          | 41,55        | 1 274       | 52,80       |
|                | Daniel Caire       | FN             | 211          | 9,51         |             |             |
|                | Paul Jaillet       | PCF            | 57           | 2,57         |             |             |
|                | Gilbert Froidevaux | ECO            | 54           | 2,43         |             |             |
|                | Christophe Gaunet  | EXG            | 38           | 1,71         |             |             |
|                |                    |                |              |              |             |             |
| Inscrits       | Inscrits           | Inscrits       | 3 354        | 100,00       | 3 353       | 100,00      |
| Abstention     | Abstention         | Abstention     | 1 030        | 30,71        | 834         | 24,87       |
| Votants        | Votants            | Votants        | 2 324        | 69,29        | 2 519       | 75,13       |
| Blancs et nuls | Blancs et nuls     | Blancs et nuls | 105          | 4,52         | 106         | 4,21        |
| Exprimés       | Exprimés           | Exprimés       | 2 219        | 95,48        | 2 413       | 95,79       |

*sortant

### Canton de Chalon-sur-Saône-Nord
| Candidats      | Candidats              | Étiquette      | Premier tour | Premier tour | Second tour | Second tour |
| Candidats      | Candidats              | Étiquette      | Voix         | %            | Voix        | %           |
| -------------- | ---------------------- | -------------- | ------------ | ------------ | ----------- | ----------- |
|                | Christophe Sirugue*    | PS             | 3 229        | 43,15        | 5 072       | 65,98       |
|                | Jean-Louis Gogue       | UMP            | 1 762        | 23,55        | 2 615       | 34,02       |
|                | Charles-Alban Schepens | FN             | 1 057        | 14,13        |             |             |
|                | Charlotte Seitz        | Verts          | 406          | 5,43         |             |             |
|                | Jacky Dubois           | PCF            | 318          | 4,25         |             |             |
|                | Gilles Corot           | EXG            | 255          | 3,41         |             |             |
|                | Richard Woreth         | UDF            | 235          | 3,14         |             |             |
|                | Jean Coupat            | EXD            | 221          | 2,95         |             |             |
|                |                        |                |              |              |             |             |
| Inscrits       | Inscrits               | Inscrits       | 13 612       | 100,00       | 13 611      | 100,00      |
| Abstention     | Abstention             | Abstention     | 5 794        | 42,57        | 5 370       | 39,45       |
| Votants        | Votants                | Votants        | 7 818        | 57,43        | 8 241       | 60,55       |
| Blancs et nuls | Blancs et nuls         | Blancs et nuls | 335          | 4,28         | 554         | 6,72        |
| Exprimés       | Exprimés               | Exprimés       | 7 483        | 95,72        | 7 687       | 93,28       |

*sortant

### Canton de Chalon-sur-Saône-Sud
| Candidats      | Candidats          | Étiquette      | Premier tour | Premier tour | Second tour | Second tour |
| Candidats      | Candidats          | Étiquette      | Voix         | %            | Voix        | %           |
| -------------- | ------------------ | -------------- | ------------ | ------------ | ----------- | ----------- |
|                | Fernand Renault*   | PS             | 4 536        | 44,07        | 6 953       | 65,37       |
|                | Francis Debras     | UMP            | 1 866        | 18,13        | 3 684       | 34,63       |
|                | Nadine Goura       | FN             | 1 511        | 14,68        |             |             |
|                | Alain Marchand     | UDF            | 935          | 9,08         |             |             |
|                | Michel Guichard    | PCF            | 813          | 7,90         |             |             |
|                | Pascal Dufraigne   | EXG            | 360          | 3,50         |             |             |
|                | Jean-Paul Villette | EXG            | 271          | 2,63         |             |             |
|                |                    |                |              |              |             |             |
| Inscrits       | Inscrits           | Inscrits       | 17 213       | 100,00       | 17 212      | 100,00      |
| Abstention     | Abstention         | Abstention     | 6 344        | 36,86        | 5 724       | 33,26       |
| Votants        | Votants            | Votants        | 10 869       | 63,14        | 11 488      | 66,74       |
| Blancs et nuls | Blancs et nuls     | Blancs et nuls | 577          | 5,31         | 851         | 7,41        |
| Exprimés       | Exprimés           | Exprimés       | 10 292       | 94,69        | 10 637      | 92,59       |

*sortant

### Canton de La Clayette
| Candidats      | Candidats             | Étiquette      | Premier tour | Premier tour |
| Candidats      | Candidats             | Étiquette      | Voix         | %            |
| -------------- | --------------------- | -------------- | ------------ | ------------ |
|                | Alain Gautheron*      | UMP            | 2 404        | 61,82        |
|                | Louis-Olivier Senecat | PS             | 968          | 24,89        |
|                | Jean-Michel Bererd    | FN             | 401          | 10,31        |
|                | Daniel Flageul        | EXG            | 116          | 2,98         |
|                |                       |                |              |              |
| Inscrits       | Inscrits              | Inscrits       | 6 126        | 100,00       |
| Abstention     | Abstention            | Abstention     | 2 022        | 33,01        |
| Votants        | Votants               | Votants        | 4 104        | 66,99        |
| Blancs et nuls | Blancs et nuls        | Blancs et nuls | 215          | 5,24         |
| Exprimés       | Exprimés              | Exprimés       | 3 889        | 94,76        |

*sortant

### Canton de Cluny
| Candidats      | Candidats         | Étiquette      | Premier tour | Premier tour |
| Candidats      | Candidats         | Étiquette      | Voix         | %            |
| -------------- | ----------------- | -------------- | ------------ | ------------ |
|                | Jean-Luc Fonteray | PS             | 2 318        | 50,45        |
|                | Robert Rolland*   | UMP            | 1 801        | 39,19        |
|                | Pierre Loire      | FN             | 331          | 7,20         |
|                | Daniel Chassard   | EXG            | 145          | 3,16         |
|                |                   |                |              |              |
| Inscrits       | Inscrits          | Inscrits       | 7 027        | 100,00       |
| Abstention     | Abstention        | Abstention     | 2 253        | 32,06        |
| Votants        | Votants           | Votants        | 4 774        | 67,94        |
| Blancs et nuls | Blancs et nuls    | Blancs et nuls | 179          | 3,75         |
| Exprimés       | Exprimés          | Exprimés       | 4 595        | 96,25        |

*sortant

### Canton de Cuiseaux
| Candidats      | Candidats        | Étiquette      | Premier tour | Premier tour | Second tour | Second tour |
| Candidats      | Candidats        | Étiquette      | Voix         | %            | Voix        | %           |
| -------------- | ---------------- | -------------- | ------------ | ------------ | ----------- | ----------- |
|                | René Beaumont*   | UMP            | 1 423        | 43,52        | 1 700       | 48,96       |
|                | Frédéric Cannard | PS             | 940          | 28,75        | 1 772       | 51,04       |
|                | Guy Coulon       | PCF            | 489          | 14,95        |             |             |
|                | Bruno Veysset    | FN             | 319          | 9,76         |             |             |
|                | Fabian Delarche  | EXG            | 99           | 3,03         |             |             |
|                |                  |                |              |              |             |             |
| Inscrits       | Inscrits         | Inscrits       | 4 853        | 100,00       | 4 854       | 100,00      |
| Abstention     | Abstention       | Abstention     | 1 441        | 29,69        | 1 211       | 24,95       |
| Votants        | Votants          | Votants        | 3 412        | 70,31        | 3 643       | 75,05       |
| Blancs et nuls | Blancs et nuls   | Blancs et nuls | 142          | 4,16         | 171         | 4,69        |
| Exprimés       | Exprimés         | Exprimés       | 3 270        | 95,84        | 3 472       | 95,31       |

*sortant

### Canton de Cuisery
| Candidats      | Candidats         | Étiquette      | Premier tour | Premier tour |
| Candidats      | Candidats         | Étiquette      | Voix         | %            |
| -------------- | ----------------- | -------------- | ------------ | ------------ |
|                | Paul Perrault*    | DVD            | 1 571        | 53,54        |
|                | Nelly Bourdillon  | PS             | 866          | 29,52        |
|                | André Basnonville | FN             | 294          | 10,02        |
|                | Olivier Berthaud  | EXG            | 112          | 3,82         |
|                | Guy Tales         | PCF            | 91           | 3,10         |
|                |                   |                |              |              |
| Inscrits       | Inscrits          | Inscrits       | 5 041        | 100,00       |
| Abstention     | Abstention        | Abstention     | 1 984        | 39,36        |
| Votants        | Votants           | Votants        | 3 057        | 60,64        |
| Blancs et nuls | Blancs et nuls    | Blancs et nuls | 123          | 4,02         |
| Exprimés       | Exprimés          | Exprimés       | 2 934        | 95,98        |

*sortant

### Canton de Digoin
| Candidats      | Candidats               | Étiquette      | Premier tour | Premier tour | Second tour | Second tour |
| Candidats      | Candidats               | Étiquette      | Voix         | %            | Voix        | %           |
| -------------- | ----------------------- | -------------- | ------------ | ------------ | ----------- | ----------- |
|                | Maxime Castagna*        | DVD            | 2 241        | 46,77        | 2 843       | 55,05       |
|                | Gérald Ulrich           | PS             | 1 377        | 28,74        | 2 321       | 44,95       |
|                | André Bacon             | SE             | 526          | 10,98        |             |             |
|                | Marie-Lucienne Catherin | FN             | 457          | 9,54         |             |             |
|                | Jacqueline Lelong       | EXG            | 185          | 3,86         |             |             |
|                | François Griveaud       | SE             | 6            | 0,13         |             |             |
|                |                         |                |              |              |             |             |
| Inscrits       | Inscrits                | Inscrits       | 7 971        | 100,00       | 7 972       | 100,00      |
| Abstention     | Abstention              | Abstention     | 2 978        | 37,36        | 2 587       | 32,45       |
| Votants        | Votants                 | Votants        | 4 993        | 62,64        | 5 385       | 67,55       |
| Blancs et nuls | Blancs et nuls          | Blancs et nuls | 201          | 4,03         | 221         | 4,10        |
| Exprimés       | Exprimés                | Exprimés       | 4 792        | 95,97        | 5 164       | 95,90       |

*sortant

### Canton d'Épinac
| Candidats      | Candidats              | Étiquette      | Premier tour | Premier tour |
| Candidats      | Candidats              | Étiquette      | Voix         | %            |
| -------------- | ---------------------- | -------------- | ------------ | ------------ |
|                | Jean-François Nicolas* | PS             | 1 318        | 54,19        |
|                | André Reboux           | DVD            | 571          | 23,48        |
|                | Albert Houchet         | FN             | 303          | 12,46        |
|                | Pierre Sallet          | EXG            | 101          | 4,15         |
|                | Jacques Perret         | SE             | 74           | 3,04         |
|                | Daniel Bartczak        | EXG            | 65           | 2,67         |
|                |                        |                |              |              |
| Inscrits       | Inscrits               | Inscrits       | 3 773        | 100,00       |
| Abstention     | Abstention             | Abstention     | 1 233        | 32,68        |
| Votants        | Votants                | Votants        | 2 540        | 67,32        |
| Blancs et nuls | Blancs et nuls         | Blancs et nuls | 108          | 4,25         |
| Exprimés       | Exprimés               | Exprimés       | 2 432        | 95,75        |

*sortant

### Canton de Givry
| Candidats      | Candidats           | Étiquette      | Premier tour | Premier tour | Second tour | Second tour |
| Candidats      | Candidats           | Étiquette      | Voix         | %            | Voix        | %           |
| -------------- | ------------------- | -------------- | ------------ | ------------ | ----------- | ----------- |
|                | Pierre Voarick*     | UMP            | 2 522        | 45,23        | 3 060       | 53,22       |
|                | Jean-Philippe Chavy | PS             | 1 817        | 32,59        | 2 690       | 46,78       |
|                | Bernadette Bessire  | FN             | 755          | 13,54        |             |             |
|                | Jean-Paul Armand    | PCF            | 311          | 5,58         |             |             |
|                | Rene Boudier        | EXG            | 171          | 3,07         |             |             |
|                |                     |                |              |              |             |             |
| Inscrits       | Inscrits            | Inscrits       | 9 076        | 100,00       | 9 075       | 100,00      |
| Abstention     | Abstention          | Abstention     | 3 162        | 34,84        | 2 969       | 32,72       |
| Votants        | Votants             | Votants        | 5 914        | 65,16        | 6 106       | 67,28       |
| Blancs et nuls | Blancs et nuls      | Blancs et nuls | 338          | 5,72         | 356         | 5,83        |
| Exprimés       | Exprimés            | Exprimés       | 5 576        | 94,28        | 5 750       | 94,17       |

*sortant

### Canton de La Guiche
| Candidats      | Candidats         | Étiquette      | Premier tour | Premier tour |
| Candidats      | Candidats         | Étiquette      | Voix         | %            |
| -------------- | ----------------- | -------------- | ------------ | ------------ |
|                | Daniel Decerle*   | PS             | 1 036        | 59,06        |
|                | Jean-Marc Sellier | DVD            | 540          | 30,79        |
|                | Daniel Vambroug   | FN             | 178          | 10,15        |
|                |                   |                |              |              |
| Inscrits       | Inscrits          | Inscrits       | 2 574        | 100,00       |
| Abstention     | Abstention        | Abstention     | 712          | 27,66        |
| Votants        | Votants           | Votants        | 1 862        | 72,34        |
| Blancs et nuls | Blancs et nuls    | Blancs et nuls | 108          | 5,80         |
| Exprimés       | Exprimés          | Exprimés       | 1 754        | 94,20        |

*sortant

### Canton d'Issy-l'Évêque
| Candidats      | Candidats              | Étiquette      | Premier tour | Premier tour | Second tour | Second tour |
| Candidats      | Candidats              | Étiquette      | Voix         | %            | Voix        | %           |
| -------------- | ---------------------- | -------------- | ------------ | ------------ | ----------- | ----------- |
|                | Jean-Luc Perraudin     | UMP            | 599          | 42,72        | 825         | 58,30       |
|                | Jean-Francois Reignier | DVG            | 379          | 27,03        | 590         | 41,70       |
|                | Gilbert Vachet         | DVD            | 298          | 21,26        | Retrait     | Retrait     |
|                | Nicole Cernin          | FN             | 65           | 4,64         |             |             |
|                | Isabelle Voillot       | PCF            | 61           | 4,35         |             |             |
|                |                        |                |              |              |             |             |
| Inscrits       | Inscrits               | Inscrits       | 1 880        | 100,00       | 1 880       | 100,00      |
| Abstention     | Abstention             | Abstention     | 437          | 23,24        | 407         | 21,65       |
| Votants        | Votants                | Votants        | 1 443        | 76,76        | 1 473       | 78,35       |
| Blancs et nuls | Blancs et nuls         | Blancs et nuls | 41           | 2,84         | 58          | 3,94        |
| Exprimés       | Exprimés               | Exprimés       | 1 402        | 97,16        | 1 415       | 96,06       |

### Canton de Lucenay-l'Évêque
| Candidats      | Candidats            | Étiquette      | Premier tour | Premier tour | Second tour | Second tour |
| Candidats      | Candidats            | Étiquette      | Voix         | %            | Voix        | %           |
| -------------- | -------------------- | -------------- | ------------ | ------------ | ----------- | ----------- |
|                | Michel Dessertenne*  | PS             | 806          | 35,23        | 1 301       | 57,41       |
|                | Michel Bigeard       | UMP            | 634          | 27,71        | 965         | 42,59       |
|                | Jean-Claude Nouallet | DVG            | 509          | 22,25        | Retrait     | Retrait     |
|                | Joël Varlot          | FN             | 253          | 11,06        |             |             |
|                | Angelita Dominguez   | EXG            | 86           | 3,76         |             |             |
|                |                      |                |              |              |             |             |
| Inscrits       | Inscrits             | Inscrits       | 3 497        | 100,00       | 3 495       | 100,00      |
| Abstention     | Abstention           | Abstention     | 1 091        | 31,20        | 1 023       | 29,27       |
| Votants        | Votants              | Votants        | 2 406        | 68,80        | 2 472       | 70,73       |
| Blancs et nuls | Blancs et nuls       | Blancs et nuls | 118          | 4,90         | 206         | 8,33        |
| Exprimés       | Exprimés             | Exprimés       | 2 288        | 95,10        | 2 266       | 91,67       |

*sortant

### Canton de Lugny
| Candidats      | Candidats        | Étiquette      | Premier tour | Premier tour | Second tour | Second tour |
| Candidats      | Candidats        | Étiquette      | Voix         | %            | Voix        | %           |
| -------------- | ---------------- | -------------- | ------------ | ------------ | ----------- | ----------- |
|                | André Peulet     | PS             | 1 444        | 37,51        | 2 308       | 57,69       |
|                | Bernard Robelin  | DVD            | 960          | 24,94        | 1 693       | 42,31       |
|                | Denis Noblet     | UMP            | 581          | 15,09        |             |             |
|                | Daniel Conry     | PCF            | 445          | 11,56        |             |             |
|                | Michèle Lagarde  | FN             | 344          | 8,94         |             |             |
|                | Roselyne Rollier | EXG            | 76           | 1,97         |             |             |
|                |                  |                |              |              |             |             |
| Inscrits       | Inscrits         | Inscrits       | 6 099        | 100,00       | 6 100       | 100,00      |
| Abstention     | Abstention       | Abstention     | 2 078        | 34,07        | 1 877       | 30,77       |
| Votants        | Votants          | Votants        | 4 021        | 65,93        | 4 223       | 69,23       |
| Blancs et nuls | Blancs et nuls   | Blancs et nuls | 171          | 4,25         | 222         | 5,26        |
| Exprimés       | Exprimés         | Exprimés       | 3 850        | 95,75        | 4 001       | 94,74       |

### Canton de Mâcon-Centre
| Candidats      | Candidats          | Étiquette      | Premier tour | Premier tour | Second tour | Second tour |
| Candidats      | Candidats          | Étiquette      | Voix         | %            | Voix        | %           |
| -------------- | ------------------ | -------------- | ------------ | ------------ | ----------- | ----------- |
|                | Stéphane Voisin    | UMP            | 2 064        | 33,94        | 3 079       | 49,69       |
|                | Joëlle Marzio      | PS             | 1 792        | 29,47        | 3 117       | 50,31       |
|                | Claude Vuillemot   | FN             | 638          | 10,49        |             |             |
|                | Rachel Gaut        | SE             | 622          | 10,23        |             |             |
|                | Yvan Boulet        | Verts          | 561          | 9,23         |             |             |
|                | Claude Boulay      | PCF            | 162          | 2,66         |             |             |
|                | Jean-Yves Braud    | SE             | 129          | 2,12         |             |             |
|                | Francois Ly Wa Hoi | EXG            | 113          | 1,86         |             |             |
|                |                    |                |              |              |             |             |
| Inscrits       | Inscrits           | Inscrits       | 10 935       | 100,00       | 10 935      | 100,00      |
| Abstention     | Abstention         | Abstention     | 4 627        | 42,31        | 4 285       | 39,19       |
| Votants        | Votants            | Votants        | 6 308        | 57,69        | 6 650       | 60,81       |
| Blancs et nuls | Blancs et nuls     | Blancs et nuls | 227          | 3,60         | 454         | 6,83        |
| Exprimés       | Exprimés           | Exprimés       | 6 081        | 96,40        | 6 196       | 93,17       |

### Canton de Mâcon-Sud
| Candidats      | Candidats           | Étiquette      | Premier tour | Premier tour | Second tour | Second tour |
| Candidats      | Candidats           | Étiquette      | Voix         | %            | Voix        | %           |
| -------------- | ------------------- | -------------- | ------------ | ------------ | ----------- | ----------- |
|                | Roger Couturier     | UMP            | 1 907        | 39,55        | 2 572       | 49,75       |
|                | Pierre Martinerie   | PS             | 1 781        | 36,93        | 2 598       | 50,25       |
|                | Jean-Claude Guillot | FN             | 643          | 13,33        |             |             |
|                | Carole Dufraigne    | EXG            | 211          | 4,38         |             |             |
|                | Olivier Taviot      | PCF            | 168          | 3,48         |             |             |
|                | Pierre Henry        | EXD            | 112          | 2,32         |             |             |
|                |                     |                |              |              |             |             |
| Inscrits       | Inscrits            | Inscrits       | 9 024        | 100,00       | 9 024       | 100,00      |
| Abstention     | Abstention          | Abstention     | 3 929        | 43,54        | 3 576       | 39,63       |
| Votants        | Votants             | Votants        | 5 095        | 56,46        | 5 448       | 60,37       |
| Blancs et nuls | Blancs et nuls      | Blancs et nuls | 273          | 5,36         | 278         | 5,10        |
| Exprimés       | Exprimés            | Exprimés       | 4 822        | 94,64        | 5 170       | 94,90       |

### Canton de Marcigny
| Candidats      | Candidats           | Étiquette      | Premier tour | Premier tour |
| Candidats      | Candidats           | Étiquette      | Voix         | %            |
| -------------- | ------------------- | -------------- | ------------ | ------------ |
|                | Jacques Rebillard*  | DVG            | 1 942        | 61,46        |
|                | Xavier Chardigny    | DVD            | 807          | 25,54        |
|                | Jean-Pierre Moitron | FN             | 320          | 10,13        |
|                | Aline Royet         | EXG            | 91           | 2,88         |
|                |                     |                |              |              |
| Inscrits       | Inscrits            | Inscrits       | 4 925        | 100,00       |
| Abstention     | Abstention          | Abstention     | 1 635        | 33,20        |
| Votants        | Votants             | Votants        | 3 290        | 66,80        |
| Blancs et nuls | Blancs et nuls      | Blancs et nuls | 130          | 3,95         |
| Exprimés       | Exprimés            | Exprimés       | 3 160        | 96,05        |

*sortant

### Canton de Matour
| Candidats      | Candidats         | Étiquette      | Premier tour | Premier tour | Second tour | Second tour |
| Candidats      | Candidats         | Étiquette      | Voix         | %            | Voix        | %           |
| -------------- | ----------------- | -------------- | ------------ | ------------ | ----------- | ----------- |
|                | Armand Charnay*   | SE             | 915          | 46,68        | 1 120       | 53,26       |
|                | Jean-Paul Aubague | UMP            | 849          | 43,32        | 983         | 46,74       |
|                | Micheline Loire   | FN             | 121          | 6,17         |             |             |
|                | Annie Leclerc     | EXG            | 75           | 3,83         |             |             |
|                |                   |                |              |              |             |             |
| Inscrits       | Inscrits          | Inscrits       | 2 831        | 100,00       | 2 830       | 100,00      |
| Abstention     | Abstention        | Abstention     | 796          | 28,12        | 640         | 22,61       |
| Votants        | Votants           | Votants        | 2 035        | 71,88        | 2 190       | 77,39       |
| Blancs et nuls | Blancs et nuls    | Blancs et nuls | 75           | 3,69         | 87          | 3,97        |
| Exprimés       | Exprimés          | Exprimés       | 1 960        | 96,31        | 2 103       | 96,03       |

*sortant

### Canton de Mesvres
| Candidats      | Candidats         | Étiquette      | Premier tour | Premier tour |
| Candidats      | Candidats         | Étiquette      | Voix         | %            |
| -------------- | ----------------- | -------------- | ------------ | ------------ |
|                | Christian Gillot* | PS             | 1 456        | 59,84        |
|                | André Bonnet      | UMP            | 755          | 31,03        |
|                | Alain Gaudon      | FN             | 164          | 6,74         |
|                | Patrick Menager   | EXD            | 58           | 2,38         |
|                |                   |                |              |              |
| Inscrits       | Inscrits          | Inscrits       | 3 258        | 100,00       |
| Abstention     | Abstention        | Abstention     | 738          | 22,65        |
| Votants        | Votants           | Votants        | 2 520        | 77,35        |
| Blancs et nuls | Blancs et nuls    | Blancs et nuls | 87           | 3,45         |
| Exprimés       | Exprimés          | Exprimés       | 2 433        | 96,55        |

*sortant

### Canton de Montceau-les-Mines-Nord
| Candidats      | Candidats         | Étiquette      | Premier tour | Premier tour | Second tour | Second tour |
| Candidats      | Candidats         | Étiquette      | Voix         | %            | Voix        | %           |
| -------------- | ----------------- | -------------- | ------------ | ------------ | ----------- | ----------- |
|                | Alice Besseyrias* | PS             | 2 542        | 39,42        | 3 699       | 55,69       |
|                | Jacques Marchand  | UMP            | 2 183        | 33,85        | 2 943       | 44,31       |
|                | Christian Launay  | FN             | 933          | 14,47        |             |             |
|                | Bruno Silla       | PCF            | 398          | 6,17         |             |             |
|                | Laurence Naudet   | EXG            | 259          | 4,02         |             |             |
|                | Alain Davanture   | EXG            | 134          | 2,08         |             |             |
|                |                   |                |              |              |             |             |
| Inscrits       | Inscrits          | Inscrits       | 12 001       | 100,00       | 12 001      | 100,00      |
| Abstention     | Abstention        | Abstention     | 5 279        | 43,99        | 4 970       | 41,41       |
| Votants        | Votants           | Votants        | 6 722        | 56,01        | 7 031       | 58,59       |
| Blancs et nuls | Blancs et nuls    | Blancs et nuls | 273          | 4,06         | 389         | 5,53        |
| Exprimés       | Exprimés          | Exprimés       | 6 449        | 95,94        | 6 642       | 94,47       |

*sortant

### Canton de Mont-Saint-Vincent
| Candidats      | Candidats        | Étiquette      | Premier tour | Premier tour |
| Candidats      | Candidats        | Étiquette      | Voix         | %            |
| -------------- | ---------------- | -------------- | ------------ | ------------ |
|                | Jean Girardon*   | UMP            | 865          | 50,82        |
|                | Thomas Thévenoud | PS             | 456          | 26,79        |
|                | Christiane Colas | FN             | 213          | 12,51        |
|                | Christian Tramoy | PCF            | 92           | 5,41         |
|                | Guy Lefebvre     | ECO            | 76           | 4,47         |
|                |                  |                |              |              |
| Inscrits       | Inscrits         | Inscrits       | 2 413        | 100,00       |
| Abstention     | Abstention       | Abstention     | 653          | 27,06        |
| Votants        | Votants          | Votants        | 1 760        | 72,94        |
| Blancs et nuls | Blancs et nuls   | Blancs et nuls | 58           | 3,30         |
| Exprimés       | Exprimés         | Exprimés       | 1 702        | 96,70        |

*sortant

### Canton de Paray-le-Monial
| Candidats      | Candidats        | Étiquette      | Premier tour | Premier tour | Second tour | Second tour |
| Candidats      | Candidats        | Étiquette      | Voix         | %            | Voix        | %           |
| -------------- | ---------------- | -------------- | ------------ | ------------ | ----------- | ----------- |
|                | André Accary     | UMP            | 2 683        | 41,14        | 3 652       | 54,57       |
|                | Patrick Boissard | PS             | 1 670        | 25,61        | 3 040       | 45,43       |
|                | Daniel Morisot   | SE             | 1 312        | 20,12        | Retrait     | Retrait     |
|                | Michel Aufranc   | FN             | 441          | 6,76         |             |             |
|                | Didier Gonin     | PCF            | 247          | 3,79         |             |             |
|                | Pascal Dussauge  | EXG            | 168          | 2,58         |             |             |
|                |                  |                |              |              |             |             |
| Inscrits       | Inscrits         | Inscrits       | 10 943       | 100,00       | 10 944      | 100,00      |
| Abstention     | Abstention       | Abstention     | 4 154        | 37,96        | 3 854       | 35,22       |
| Votants        | Votants          | Votants        | 6 789        | 62,04        | 7 090       | 64,78       |
| Blancs et nuls | Blancs et nuls   | Blancs et nuls | 268          | 3,95         | 398         | 5,61        |
| Exprimés       | Exprimés         | Exprimés       | 6 521        | 96,05        | 6 692       | 94,39       |

### Canton de Saint-Germain-du-Bois
| Candidats      | Candidats         | Étiquette      | Premier tour | Premier tour | Second tour | Second tour |
| Candidats      | Candidats         | Étiquette      | Voix         | %            | Voix        | %           |
| -------------- | ----------------- | -------------- | ------------ | ------------ | ----------- | ----------- |
|                | Jean-Luc Vernay   | PS             | 1 554        | 46,39        | 1 899       | 53,22       |
|                | Monique Caillet   | UMP            | 1 400        | 41,79        | 1 669       | 46,78       |
|                | Blanche Sillat    | FN             | 264          | 7,88         |             |             |
|                | Gérard Prost      | PCF            | 90           | 2,69         |             |             |
|                | Josiane Costabloz | EXG            | 42           | 1,25         |             |             |
|                |                   |                |              |              |             |             |
| Inscrits       | Inscrits          | Inscrits       | 4 751        | 100,00       | 4 761       | 100,00      |
| Abstention     | Abstention        | Abstention     | 1 255        | 26,42        | 1 054       | 22,14       |
| Votants        | Votants           | Votants        | 3 496        | 73,58        | 3 707       | 77,86       |
| Blancs et nuls | Blancs et nuls    | Blancs et nuls | 146          | 4,18         | 139         | 3,75        |
| Exprimés       | Exprimés          | Exprimés       | 3 350        | 95,82        | 3 568       | 96,25       |

### Canton de Saint-Germain-du-Plain
| Candidats      | Candidats            | Étiquette      | Premier tour | Premier tour | Second tour | Second tour |
| Candidats      | Candidats            | Étiquette      | Voix         | %            | Voix        | %           |
| -------------- | -------------------- | -------------- | ------------ | ------------ | ----------- | ----------- |
|                | Alain Doulé          | PS             | 1 454        | 38,02        | 2 065       | 51,44       |
|                | Jean-Michel Desmard  | UMP            | 1 433        | 37,47        | 1 949       | 48,56       |
|                | Guy Ducoeur          | FN             | 401          | 10,49        |             |             |
|                | Jean-Pierre Laneyrie | SE             | 312          | 8,16         |             |             |
|                | Michel Caillet       | PCF            | 119          | 3,11         |             |             |
|                | Daniel Jaillet       | EXG            | 105          | 2,75         |             |             |
|                |                      |                |              |              |             |             |
| Inscrits       | Inscrits             | Inscrits       | 5 948        | 100,00       | 5 948       | 100,00      |
| Abstention     | Abstention           | Abstention     | 1 954        | 32,85        | 1 713       | 28,80       |
| Votants        | Votants              | Votants        | 3 994        | 67,15        | 4 235       | 71,20       |
| Blancs et nuls | Blancs et nuls       | Blancs et nuls | 170          | 4,26         | 221         | 5,22        |
| Exprimés       | Exprimés             | Exprimés       | 3 824        | 95,74        | 4 014       | 94,78       |

### Canton de Saint-Léger-sous-Beuvray
| Candidats      | Candidats              | Étiquette      | Premier tour | Premier tour |
| Candidats      | Candidats              | Étiquette      | Voix         | %            |
| -------------- | ---------------------- | -------------- | ------------ | ------------ |
|                | Robert Jacquemard*     | PRG            | 1 252        | 56,68        |
|                | Marie-Thérèse Verneret | UMP            | 772          | 34,95        |
|                | Henri Cervera          | FN             | 185          | 8,37         |
|                |                        |                |              |              |
| Inscrits       | Inscrits               | Inscrits       | 3 110        | 100,00       |
| Abstention     | Abstention             | Abstention     | 812          | 26,11        |
| Votants        | Votants                | Votants        | 2 298        | 73,89        |
| Blancs et nuls | Blancs et nuls         | Blancs et nuls | 89           | 3,87         |
| Exprimés       | Exprimés               | Exprimés       | 2 209        | 96,13        |

*sortant

### Canton de Semur-en-Brionnais
| Candidats      | Candidats            | Étiquette      | Premier tour | Premier tour | Second tour | Second tour |
| Candidats      | Candidats            | Étiquette      | Voix         | %            | Voix        | %           |
| -------------- | -------------------- | -------------- | ------------ | ------------ | ----------- | ----------- |
|                | Isabelle Lagoutte    | SE             | 598          | 21,31        | 1 016       | 34,62       |
|                | Francois Baciak      | DVG            | 589          | 20,99        | 900         | 30,66       |
|                | André Mamessier      | DVD            | 508          | 18,10        | 1 019       | 34,72       |
|                | Abel Barnaud         | SE             | 328          | 11,69        |             |             |
|                | Jean-Claude Fraissé* | DVD            | 249          | 8,87         |             |             |
|                | Didier Bourson       | FN             | 238          | 8,48         |             |             |
|                | Paul Perrin          | SE             | 237          | 8,45         |             |             |
|                | Éliane Pellegrin     | EXG            | 59           | 2,10         |             |             |
|                |                      |                |              |              |             |             |
| Inscrits       | Inscrits             | Inscrits       | 4 216        | 100,00       | 4 216       | 100,00      |
| Abstention     | Abstention           | Abstention     | 1 289        | 30,57        | 1 159       | 27,49       |
| Votants        | Votants              | Votants        | 2 927        | 69,43        | 3 057       | 72,51       |
| Blancs et nuls | Blancs et nuls       | Blancs et nuls | 121          | 4,13         | 122         | 3,99        |
| Exprimés       | Exprimés             | Exprimés       | 2 806        | 95,87        | 2 935       | 96,01       |

*sortant

### Canton de Sennecey-le-Grand
| Candidats      | Candidats          | Étiquette      | Premier tour | Premier tour |
| Candidats      | Candidats          | Étiquette      | Voix         | %            |
| -------------- | ------------------ | -------------- | ------------ | ------------ |
|                | Jean-Paul Émorine* | UMP            | 2 288        | 50,09        |
|                | Patricia Bolleteau | PS             | 1 042        | 23,86        |
|                | Jacky Bonnin       | PCF            | 553          | 12,66        |
|                | Albert Koehly      | FN             | 455          | 10,42        |
|                | Danielle Lecourt   | EXG            | 130          | 2,98         |
|                |                    |                |              |              |
| Inscrits       | Inscrits           | Inscrits       | 6 431        | 100,00       |
| Abstention     | Abstention         | Abstention     | 1 915        | 29,78        |
| Votants        | Votants            | Votants        | 4 516        | 70,22        |
| Blancs et nuls | Blancs et nuls     | Blancs et nuls | 148          | 3,28         |
| Exprimés       | Exprimés           | Exprimés       | 4 368        | 96,72        |

*sortant